# The Romans
The Romans is een Belgische powerpoprockband.

## Historiek
De band uit Waterloos, Neeroeteren behaalde in 1988 de zilveren medaille behaalde op Humo's Rock Rally. De band bestond van 1987 tot 2000 en nam zes albums op. Hoewel The Romans verschillende radiohits scoorden, waren ze nooit een doorslaand commercieel succes. Hun talent voor melodieuze powerpop in de beste traditie van Big Star, The Posies en Hüsker Dü werd omarmd door een trouw alternatief rockpubliek en door de rockcritici maar een doorbraak naar een breed publiek zat er niet onmiddellijk in of zoals Laurens Leurs het verwoordde in een interview in 1993: "We zijn wel blij met onze positie als underdogs.  Het is een comfortabele positie voor muzikanten als wij waarbij je je niet constant hoeft te bewijzen want The Romans zullen nooit the next big thing zijn." Hun grootste succes behaalden ze met de single 'Someday Cindy' van full-cd Be My Star in 1996, waarmee ze ook de public vote op Studio Brussel wonnen en het Axion Beach Rock Festival in Zeebrugge mochten openen voor Manic Street Preachers, Lou Reed en The Sex Pistols.
Ze namen in schoonheid afscheid van hun publiek op Marktrock Leuven in augustus 2000 op een overvol Laeyensplein. Slechts tweemaal lieten ze zich verleiden tot een reünie. De eerste keer in 2005, op vraag van toenmalig Studio Brussel-presentator en fan van het eerste uur Dave Peters, voor Brussel Vlaams Deluxe dat op Studio Brussel werd uitgezonden maar ook voor televisie werd opgenomen door Canvas. The Romans kwamen een laatste keer samen in 2010 voor de 40ste verjaardag van Jeugdhuis Malmejo in Oostmalle en voor het afscheid van The Paranoiacs in Muziekcentrum Trix in Antwerpen enkele weken later.
Vanaf 2016 zijn The Romans sporadisch in de weer met een Roman Powerpop Roadshow waarin ze hulde betonen aan hun powerpopgitaarhelden (o.a. Big Star, Replacements, Husker Du, Smithereens, Lemonheads, et cetera).

## Leden
- Laurens Leurs: zang - gitaar
- Frank Coonen: drums - percussie
- Chris Leurs: bas - zang

## Discografie

### Albums
- Ball & Chain (1989, Green Records, productie Kloot Per W)
- Trigger Happy (1991, GRoxP, PIAS, productie Paul Despiegelaere)
- Major Panic (1993, Play That Beat!, productie Paul Despiegelaere)
- Be My Star (1996, Rat Race Records, productie Paul Despiegelaere)
- El Diablo (1998,Oyster Records, productie Staf Verbeeck)
- So Far (2000, Oyster Records)

### Singles
- Twice a day (1990)
- Tell that girl (1991)
- Down down underground (1993)
- My friend Stan (1993)
- Fire brigade (1993)
- Minneapolis (1994, split release met Pieter-Jan De Smet)
- Someday Cindy (1996)
- I am a liar (1996)
- How slow (1996)
- Love in d minor (1998)
- Space girl (1998)